# 檬果樟属
檬果樟属（学名：Caryodaphnopsis）是樟科下的一个属，为灌木或乔木植物。该属共有约7种，分布于老挝、越南北部至马来西亚及菲律宾。